# Valensole

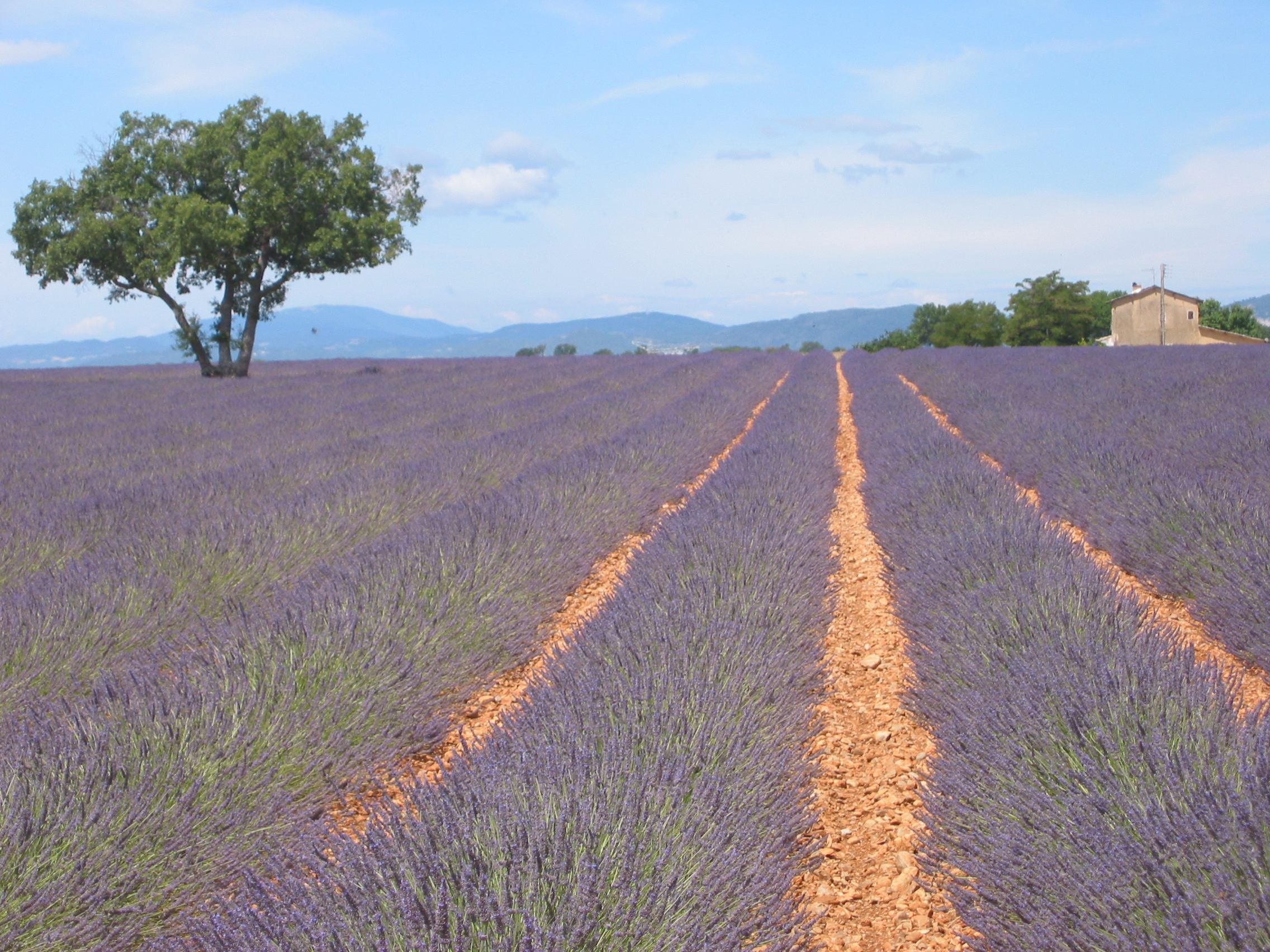

Valensole är en kommun i departementet Alpes-de-Haute-Provence i regionen Provence-Alpes-Côte d'Azur i sydöstra Frankrike. Kommunen ligger  i kantonen Valensole som ligger i arrondissementet Digne-les-Bains. År 2022 hade Valensole 3 151 invånare.

## Befolkningsutveckling
Antalet invånare i kommunen Valensole
Referens: INSEE